# Brunstorf
Brunstorf er en kommune i det nordlige Tyskland, beliggende i Amt Schwarzenbek-Land i den sydvestlige del af Kreis Herzogtum Lauenburg. Kreis Herzogtum Lauenburg ligger i delstaten Slesvig-Holsten.

## Geografi
Kommunen ligger 4 km vest for Schwarzenbek, omkring 25 km øst for Hamburg, 15 km nordvest for Lauenburg, 20 kilometer sydvest for Mölln.